# Regione di Loreto
La regione di Loreto è la più estesa regione del Perù con i suoi 368.851,95 chilometri quadrati. Ha una popolazione di 884.144 abitanti ed ha come capoluogo Iquitos.

## Geografia antropica

### Suddivisioni amministrative
La regione è suddivisa in sette province che sono composte di 48 distretti. Le province, con i relativi capoluoghi tra parentesi, sono:
- Alto Amazonas (Yurimaguas)
- Datem del Marañón (San Lorenzo)
- Loreto (Nauta)
- Mariscal Ramón Castilla (Caballococha)
- Maynas (Iquitos)
- Putumayo (San Antonio del Estrecho)
- Requena (Requena)
- Ucayali (Contamana)